# Profundulus
Profundulidae
Famille
Genre
Profundulus est un genre de poissons de la famille monotypique des Profundulidae (ordre des Cyprinodontiformes).

## Liste des espèces
Selon World Register of Marine Species (12 décembre 2023) :
- Profundulus adani Dominguez-Cisneros, Velázquez-Velázquez, McMaha & Matamoros, 2021
- Profundulus chimalapensis Del Moral-Flores, López-Segovia & Hernández-Arellano, 2020
- Profundulus guatemalensis (Günther, 1866)
- Profundulus kreiseri Matamoros, Schaefer, Hernández & Chakrabarty, 2012
- Profundulus mixtlanensis Ornelas-García, Martínez-Ramírez & Doadrio, 2015
- Profundulus oaxacae (Meek, 1902)
- Profundulus parentiae Matamoros, Domínguez-Cisneros, Velázquez-Velázquez & McMahan, 2018
- Profundulus punctatus (Günther, 1866)

## Classification
La famille des Profundulidae  a été créée en 1951 par Hoedeman (d) & Bonner (d).
Le genre Profundulus a été créé en 1924 par Carl Leavitt Hubbs,.

## Étymologie
Le nom générique, Profundulus, est la combinaison du préfixe grec ancien πρό, pró, « devant, en avant, auparavant… », et du genre Fundulus, cette étymologie n'est pas clairement expliquée mais pourrait faire référence à ce que pensait Carl Leavitt Hubbs qui considérait qu'il était probable que le genre Profundulus soit plus proche du type ancestral des Cyprinodontiformes que ne l'était Fundulus. EtyFish précise que, contrairement à ce que note FishBase ou d'autres sources, ce genre n'a pas pour étymologie « profond ».

## Publication originale
- Genre Profundulus :
  - (en) Carl L. Hubbs, « Studies of the fishes of the Order Cyprinodontes », Miscellaneous publications. Museum of Zoology, University of Michigan, Ann Arbor, no 13,‎ 18 janvier 1924, p. 1-31 (ISSN 0076-8405, lire en ligne, consulté le 12 décembre 2023).